# Hugues-Jean de Dianous
Hugues-Jean de Dianous, né Hugues de Dianous de La Perrotine le 17 octobre 1914 à Lyon (Rhône) et mort le 23 septembre 2008 à Fremantle (Australie-Occidentale),  est un archiviste, linguiste et diplomate français.

## Biographie
Né le 17 octobre 1914 à Lyon, Hugues-Marie-Marcel de Dianous de La Perrotine fait des études à Lyon, puis à Grenoble et à la Sorbonne où il obtient une licence ès-lettres (histoire et géographie), avant d'intégrer l'École nationale des chartes (promotion 1939). Il est également breveté du Centre des hautes études d'administration musulmane (CHEAM).
Au début de la Seconde Guerre mondiale, il est affecté comme interprète à l'état major de la Marine à Casablanca. Il est ensuite recruté au Quai d'Orsay en 1941 et est titularisé sur un poste d'archiviste. En 1942 il est nommé archiviste départemental de la Creuse. Revenu en 1945 au ministère des Affaires étrangères, il est affecté dans des postes diplomatiques et consulaires : secrétaire d'ambassade à l'ambassade de France en Chine, puis secrétaire archiviste à Nankin, vice-consul à Kunming, consul à Long-Tchéou et Nanning. Devenu secrétaire des Affaires étrangères puis conseiller des Affaires étrangères, il alterne ensuite les affectations à Paris et les missions en poste à l'étranger (Kaboul, Nicosie, Nairobi, Nouadhibou, Dakar, Guinée Bissau). Passionné par l'étude des langues de faible diffusion, il parle 46 langues.
En 1971, il est nommé conseiller à l'ambassade de France au Kenya.
Il continue après sa retraite une carrière de traducteur et d'enseignant à l'Institut national des langues et civilisations orientales. Il assure le secrétariat général du Centre d'études préparatoires aux organisations internationales et du Centre d'études baltes de l'INALCO et est membre actif de l'Association des anciens élèves et amis des Langues'O.
Il meurt le 23 septembre 2008  à Fremantle (Australie) où il séjournait chez son fils Jean-Marie et sa famille.
Il était membre de nombreuses sociétés savantes, notamment l'Académie des sciences d'outre-mer, l'Académie de Vaucluse et l'Académie du Centre.

## Œuvres principales
- Les Juifs d'Avignon et du Comtat venaissin et leurs statuts, thèse de l'École des Chartes, édité par l'auteur, 1939, 204 p.
- Avec Fridtjov Birkeli, Review of Politique et mission: un récent ouvrage sur les débuts de la mission luthérienne norvégienne à Madagascar, Le monde non-chrétien, 1954
- L'Afrique portugaise dans l'œuvre de René Pélissier, 1989
- L'Audience internationale de la Provence[3], Toulon : L'Astrado, 1975
- La Chine et l'Islam, 1960
- Les Mots d'emprunt d'origine arabe dans la langue songhay, 1961
- Les Loges françaises dans l'Inde et au Bangladesh et les îles Spratly, 1984
- Les Inconvénients de la transcription du chinois selon la graphie "pin-yin", 1984
- Aux origines du théâtre letton, 1985
- Les traducteurs du Kalevala en français : Louis Léouzon Le Duc (1815-1889) et Jean-Louis Perret (1895-1968), 1985
- Les Saporta, marranes aragonais, professeurs de médecine à Montpellier, et leurs descendants marquis de Provence, 1989
- Un jésuite avignonnais en Chine au XVIIe siècle, le père Étienne Fabre 1597-1657, Académie de Vaucluse, 1988
- Mythes et légendes des Philippines, édition bilingue français-tagalog, écrit avec Marina Pottier-Quirólgico, L'Harmattan, 2003  (ISBN 978-2-74755-053-6)

Il publie des communications et articles dans diverses revues, notamment :
- Politique étrangère, éditée par l'Institut français des relations internationales
Hugues-Jean de Dianous, Le Tibet et ses relations avec la Chine, 1962 (lire en ligne).
- Revue des mondes musulmans et de la Méditerranée
- Orients, éditée par l'Association des anciens élèves et amis des Langues orientales
- Bibliothèque de l'École des chartes
- Revue française d'histoire d'outre-mer
Dianous H.-J, Geneviève Massignon, Les parlers français d'Acadie. Enquête linguistique, 1962 (lire en ligne), p. 143-144.

## Récompenses et distinctions

### Décorations
- Chevalier de la Légion d'honneur (1965)[4].
- Chevalier de l'ordre national du Mérite (1971)[4].
- Chevalier de l'ordre des Palmes académiques[réf. nécessaire].
- Chevalier de l'ordre de l'Étoile noire[4].
- Ordre de l'Étoile Brillante (République de Chine)[4].